# 에릭 몽그레인
에릭 몽그레인(Erik Mongrain, 1980년 4월 12일 ~ )은 캐나다의 기타 연주자이다. 특이한 양손 태핑(줄 두드리기)으로 널리 알려져 있다.

## 발매 음반
- Equilibrium (2008)
- Fates (2007)
- Un paradis quelque part (2005)
- Les pourris de talent' (2005)

## 음악
- 에릭 몽그레인 - AirTap!
- 에릭 몽그레인 - Fusions
- 에릭 몽그레인 - Timeless
- 에릭 몽그레인 - I Am Not
- 에릭 몽그레인 - PercussienFa
- 에릭 몽그레인 - The Silent Fool
- 에릭 몽그레인 - A Ripple Effect

## 같이 보기
- 태핑